# АЭС Хунъяньхэ
АЭС Хунъяньхэ (кит. 红沿河核电站) — действующая атомная электростанция на северо-востоке Китая. Состоит из 4-х энергоблоков CPR-1000 (PWR) и 2-х энергоблоков ACPR1000.
Станция расположена на побережье Ляодунского залива Жёлтого моря в городском уезде Вафандянь города субпровинциального значения Далянь провинции Ляонин.

## История
Строительство первого этапа было начато в августе 2007 года. На этом этапе было возведено 4 энергоблока c реакторами CPR-1000 (PWR) китайской разработки на базе французских реакторов фирмы Areva мощностью по 1 млн кВт. 
Строительство второй очереди АЭС началось в 2015 году и завершилось в 2022 году. На пятом и шестом энергоблоках АЭС Хуняньхэ в составе второй очереди станции установлены реакторы ACPR1000 мощностью 1119 МВт, разработки CGN.
Стоимость строительства составит примерно 50 млрд юаней (7,3 млрд $). По завершении её строительства годовая выработка электроэнергии на АЭС достигнет 30 млрд кВт/ч.
В сентябре 2016 года Ляонинская компания ядерной энергетики «Хунъяньхэ» объявила о завершении строительства первой очереди АЭС Хунъянхэ с 4 реакторами CPR-1000. Доля китайских комплектующих и технологий в рамках строительства первой очереди АЭС в среднем превысила 75 %, при строительстве впервые был использован ряд ключевых технологий собственной разработки. В частности, реактор энергоблока № 1 является первым спроектированным и построенным Китаем самостоятельно ядерным реактором мощностью 1 млн кВт.

## Информация об энергоблоках
| Энергоблок  | Тип реакторов  | Мощность | Мощность | Начало строительства | Физпуск    | Подключение к сети | Ввод в эксплуатацию | Закрытие |
| Энергоблок  | Тип реакторов  | Чистый   | Брутто   | Начало строительства | Физпуск    | Подключение к сети | Ввод в эксплуатацию | Закрытие |
| ----------- | -------------- | -------- | -------- | -------------------- | ---------- | ------------------ | ------------------- | -------- |
| Хунъяньхэ-1 | PWR, CPR-1000  | 1061 МВт | 1119 МВт | 18.08.2007           | 16.01.2013 | 17.02.2013         | 06.06.2013          | —        |
| Хунъяньхэ-2 | PWR, CPR-1000  | 1061 МВт | 1119 МВт | 28.03.2008           | 24.10.2013 | 23.11.2013         | 13.05.2014          | —        |
| Хунъяньхэ-3 | PWR, CPR-1000  | 1061 МВт | 1119 МВт | 07.03.2009           | 27.10.2014 | 23.03.2015         | 16.08.2015          | —        |
| Хунъяньхэ-4 | PWR, CPR-1000  | 1061 МВт | 1119 МВт | 15.08.2009           | 05.03.2016 | 01.04.2016         | 30.09.2016          | —        |
| Хунъяньхэ-5 | PWR, ACPR-1000 | 1061 МВт | 1119 МВт | 29.03.2015           | 13.06.2021 | 25.06.2021         | 31.07.2021          | —        |
| Хунъяньхэ-6 | PWR, ACPR-1000 | 1061 МВт | 1119 МВт | 24.07.2015           | 21.04.2022 | 02.05.2022         | 23.06.2022          | —        |